# 金致陽
金致陽（김치양；969年—1009年），獻哀王后愛人，新羅敬順王的裔孫，高麗權臣。
高麗穆宗卽位后，獻哀王后摄政，命金致陽负责宿卫。高麗穆宗元年（997年）封右僕射兼三司使。高麗穆宗十二年（1009年）因為想要起兵叛亂滅亡高麗復興新羅的政變中被高麗的將軍康肇所殺而去世。
洞州人，阴部硕大（阴能关轮）。与千秋太后有性丑闻。高丽成宗发配他到远地。穆宗卽位召授合门通事舍人，贵宠无比，骤迁至右仆射兼三司，干涉人事任免，到处安插亲党。势倾中外，贿赂公行。到处都是他的楼台园林池塘，生活奢侈。日夜与太后游戱无所忌。又让农民给他在洞州立祠曰星宿寺，又于宫城西北角立十王寺，图像奇怪，怀异志，以求阴助。凡器皿皆有铭文：「当生东国之时，同修善种；后往西方之日，共证菩提。」穆宗常想罢免他，但怕母亲所以不敢做，后金致陽与太后私生一子，金致阳与太后谋化让这私生子为王，逼令大良君为僧，总想害大良君。金致陽乘国王有病阴谋政变。刘忠正上书告变，穆宗召蔡忠顺密议令，迎大良君回朝，金致阳知道后踌躇数日，康兆遣兵杀致阳与其子，党羽流放海岛。宫僚多连坐。

## 參看
- 康肇政變（강조의 변）